# Llista de planes de Catalunya

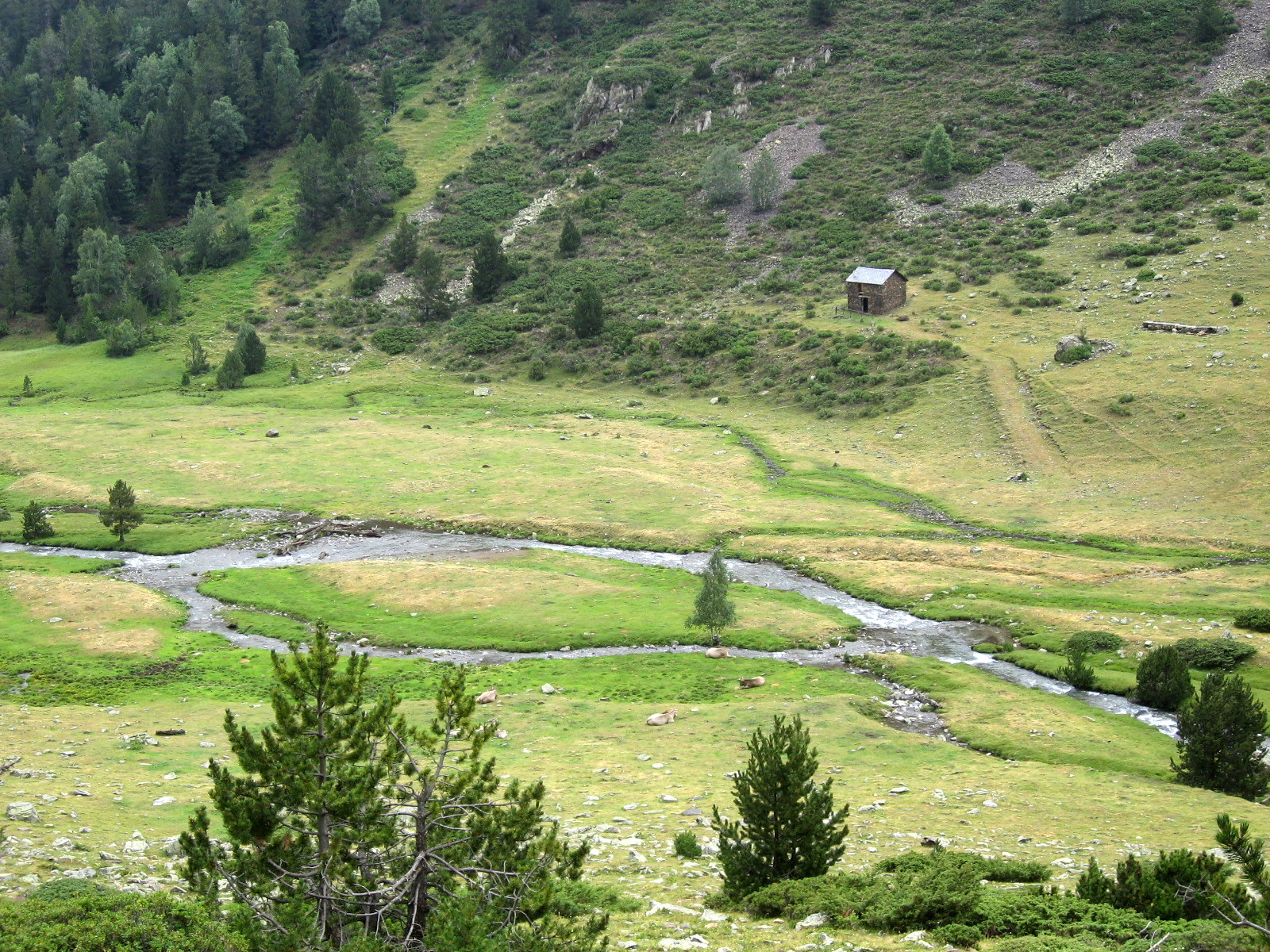
Pla de Boet i Cabana de Boet

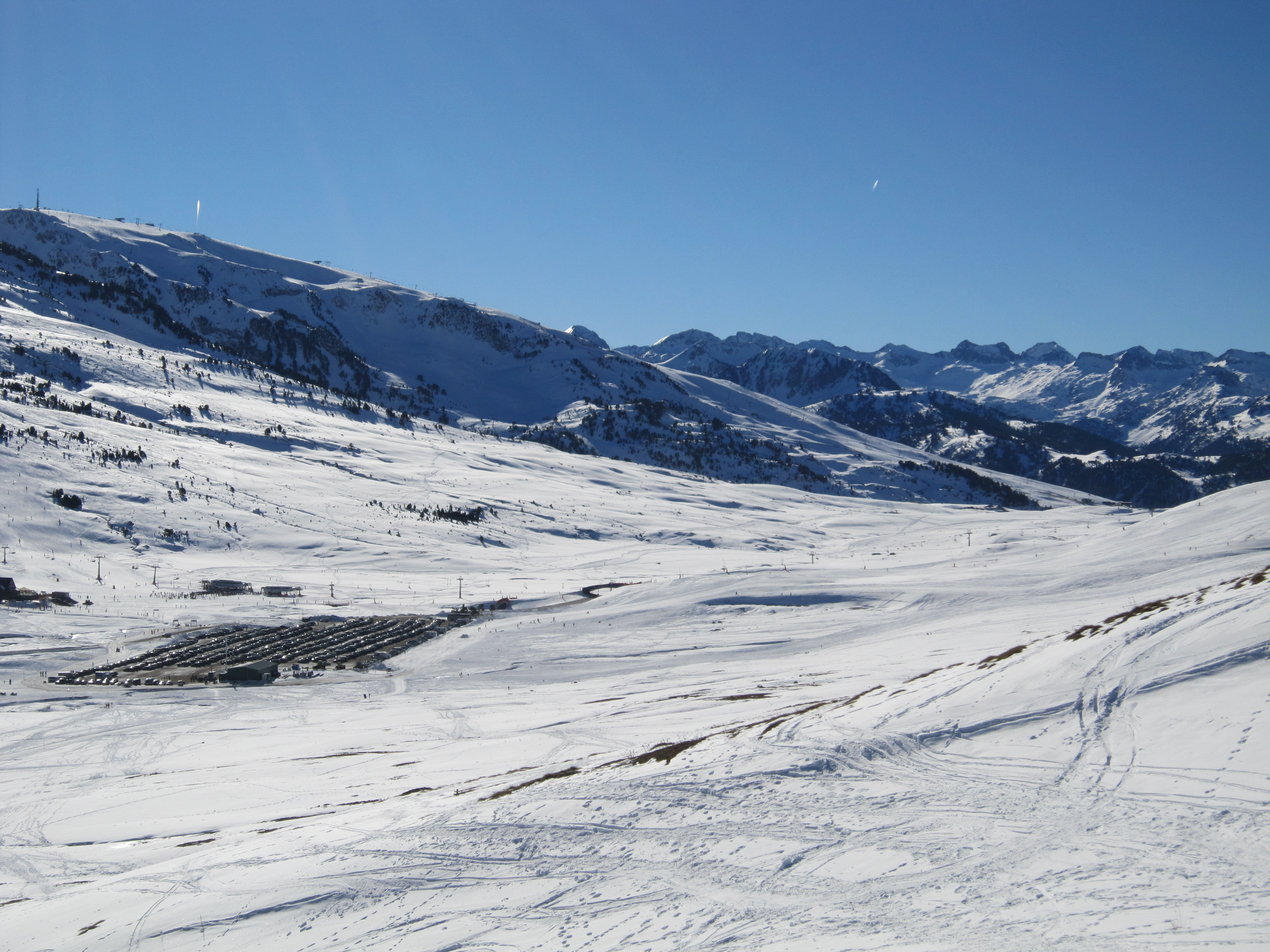
Pla de Beret

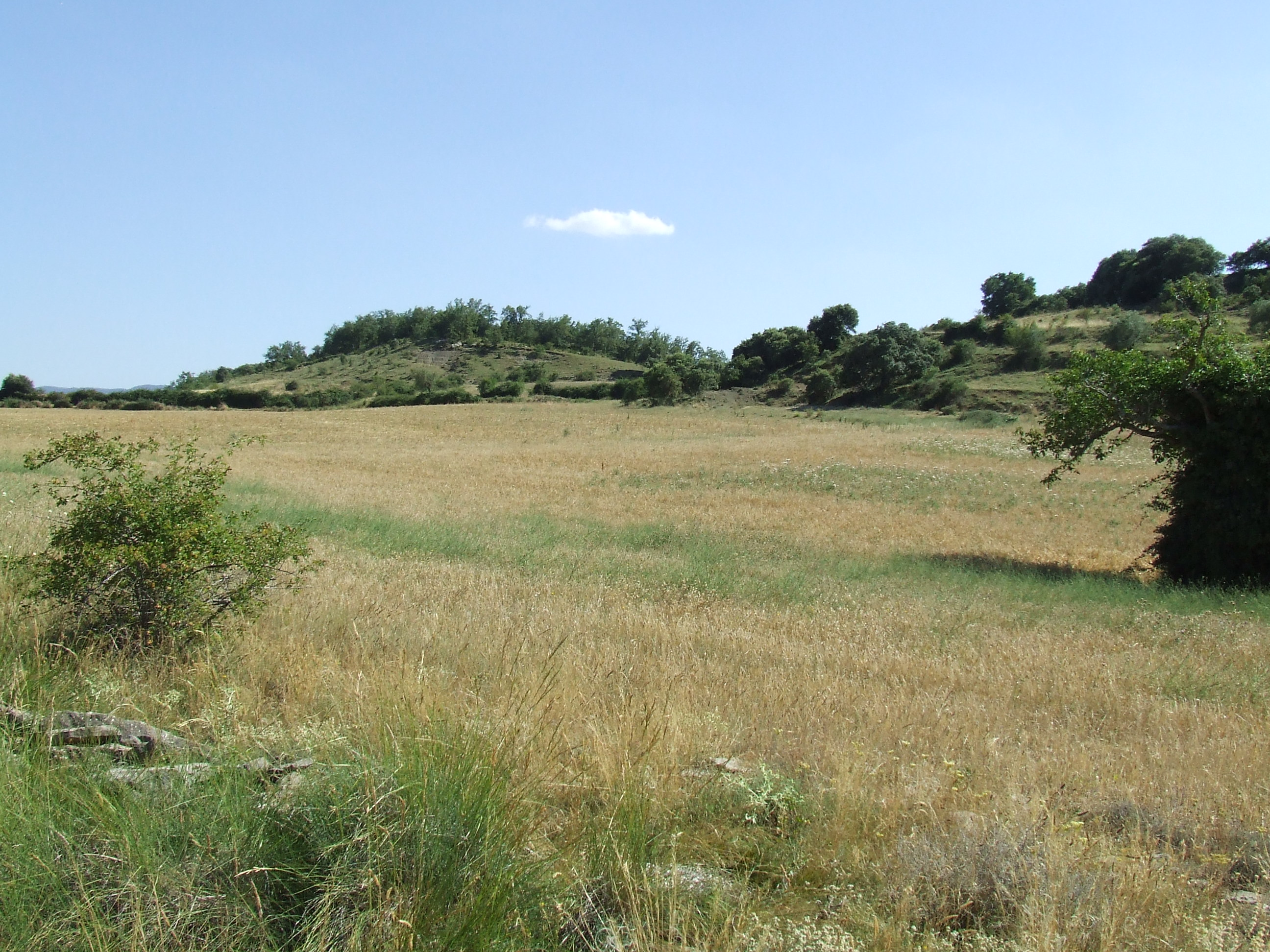
Planell de Sallamana

En geografia, una plana és una àrea amb un relleu relativament pla.

## Planes de Catalunya
| - Prat d'Aguiló. Situat a 1990 metres, municipi de Montellà i Martinet, (Baixa Cerdanya), on s'hi troba el Refugi Prat d'Aguiló. - Pla d'Aiats. Situat a 1303 metres, entre L'Esquirol, Pruit d'Osona i Joanetes (Garrotxa). - Pla d'Aigüestortes. Situat a 1818 metres, en el terme de la Vall de Boí, entre l'estany Llong i l'estany de Llebreta. - Pla d'Anyella. - Pla de Bages. - Pla de Barcelona. - Pla de les Arenes. Situat a 1000 metres d'altitud, en el terme de Sant Hilari Sacalm, entre les Guilleries i la Selva. - Era Artiga de Varradòs. Situada a 1400 metres, en el municipi de Viella (Vall d'Aran). - Prats de Bacies, al massís del Port del Comte. Pertany als termes municipals de la Coma i la Pedra i d'Odèn (Solsonès). - Plana d'en Bas de la Garrotxa. Joanetes, Sant Privat d'en Bas, Sant Esteve d'en Bas, Els Hostalets d'en Bas i Les Preses són els pobles més importants d'aquesta plana. - Pla de Beret. - Pla de Bernils. - Pla de Boet. Situat a 1880 metres. És a la capçalera de la Noguera de Vallferrera. - Pla de Calm-agra, situada entre la portella de Mentet i els pics de Rocacolom i de la Llosa. - Pla d'Era Cigalèra. Situat a 2126 metres, en el municipi de Bausen, a la Vall d'Aran. - Pla d'Estanys. | - Calm Colomer. Calma situada a 2802 metres d'altitud, a la Baixa Cerdanya, entre el riu Duran i la vall de la Llosa. - Pla de Fenollet - Pla de la Garga. Situat a 800 metres d'altitud. - Pla de la Canova del Riu - Pla de les Forques. - Plans del Franquesa. - Pla de Girifràs. - Pla de Girona. - Plans d'Isavarre - Pla de les Llaurades - Pla del Llobregat. - Monegals. - Pla de la Muga - Plans de Muller - Pla de les Palmeres - Pla de Rialb, dins la vall del Freser. - Pla de Santa Margarida - Plana de la Seu - Pla de Tor, situat al límit dels municipis de Salardú i de Viella, de la vall de l'Unhòla. - Pla Traver. Pla situat al vessant nord de la serra de Puigsacalm. - Plana d'Urgell - Plana de Vilanova, Balaguer. - Plana de Vic - Planell de Sallamana |